# Lyle und Erik Menendez
Die US-Amerikaner Joseph Lyle Menendez (* 10. Januar 1968) und Erik Galen Menendez (* 27. November 1970) sind Brüder, die 1996 für den Mord an ihren Eltern verurteilt wurden.

## Die Tat
Der Mord geschah am 20. August 1989 im Wohnzimmer des Elternhauses im Elm Drive in Beverly Hills, Kalifornien. Die Brüder erschossen ihre Eltern, José Menendez und Mary Louise „Kitty“ Menendez geb. Andersen, mit zwei Vorderschaftrepetierflinten der Baureihe Mossberg 500. Hierauf verließen sie mit dem Auto das elterliche Hausgrundstück und warfen die Tatwaffen auf dem Mulholland Drive aus dem Fenster.
Anschließend wollten sich die Brüder Eintrittskarten für den Spielfilm Batman bei einem örtlichen Kino kaufen, um sie als Alibi zu nutzen, verwarfen den Plan jedoch aufgrund der auf den Eintrittskarten abgedruckten Kaufzeitangaben. Stattdessen fuhren sie zum Festival Taste of L.A. im Santa Monica Civic Auditorium. Als die Brüder zum Elternhaus zurückkehrten, rief Lyle den Polizeinotruf an und schrie: „Jemand hat meine Eltern getötet!“
In den darauffolgenden Monaten führten die Brüder ein luxuriöses und freizügiges Leben. Damit verstärkten sie den Verdacht der Ermittler, in den Tod ihrer Eltern verwickelt zu sein. Die Staatsanwaltschaft mutmaßte später, dass die Brüder etwa eine Million Dollar in den ersten sechs Monaten als Waisen ausgegeben hätten. Beide Brüder wurden im März 1990 wegen des Mordes an ihren Eltern verhaftet und in Untersuchungshaft überstellt.

## Die Prozesse
Der Prozess wurde vom Fernsehsender Court TV 1993 live übertragen und erregte großes Medieninteresse. Leslie Abramson, die Anwältin des jüngeren Bruders, erlangte Bekanntheit mit ihrer Verteidigung, indem sie behauptete, dass die Brüder durch lebenslangen Missbrauch zum Mord an den Eltern getrieben worden seien. Die beiden Geschworenenjurys – obwohl der Fall gemeinsam verhandelt wurde, war jedem Bruder eine eigene Jury zugeteilt – kamen zu keinem Ergebnis (hung jury).
Erst in einem zweiten Prozess wurden beide Brüder von den Geschworenen des Mordes an ihren Eltern schuldig gesprochen. Richter Stanley M. Weisberg wies sämtliche Beweise und Zeugen für einen Missbrauch durch die Eltern zurück. Dadurch und durch die Wahlmöglichkeiten zwischen einer Verurteilung nach Mord 1. Grades oder Freispruch, sollte eine Verurteilung garantiert werden. Da die Brüder den Mord an den Eltern bereits gestanden hatten, wurden sie von den Geschworenen am 2. Juli 1996 zu einer lebenslangen Gefängnisstrafe ohne Aussicht auf Bewährung verurteilt. Beide Brüder wurden in unterschiedliche Gefängnisse verlegt, um ihre Haftstrafe zu verbüßen.
Beide Brüder haben während ihrer Haft geheiratet, dürfen aber keine ehelichen Besuche empfangen. Im Januar 2006 führte Erik zum ersten Mal Interviews, in denen er über seine Tat öffentlich sprach.

## Rezeption in den Medien
Die Geschichte des Falles wurde bereits vor der Verurteilung der Brüder mehrfach verfilmt, zuerst 1994 als Boulevardbeitrag des Fernsehsenders FOX. Im selben Jahr wurde ein Fernsehzweiteiler mit dem Titel Menendez: A Killing in Beverly Hills unter der Regie von Larry Elikann produziert. In Deutschland war der Zweiteiler bei RTL unter dem Titel Die wahre Geschichte der Menendez-Brüder zu sehen.
Oliver Stone ließ seinen Film Natural Born Killers von 1994, in dem die Verbindung extremer Gewalttaten und des oft daraus resultierenden Medienrummels behandelt wird, mit einer Collage von Tätern und Opfern enden, die durch Verbrechen zu vermeintlichen Medienstars der 1990er Jahre geworden waren. Neben O. J. Simpson, Tonya Harding, Lorena Bobbitt und Rodney King werden darin auch Aufnahmen der Brüder Menendez gezeigt.
Die Heavy-Metal-Band Brujeria thematisierte das Verbrechen in ihrem Stück Hermanos Menéndez auf dem 1995 veröffentlichten Album Raza Odiada.
2017 thematisierte die Kriminalserie Law & Order True Crime, ein Ableger von Law & Order, den Fall der Brüder.
Seit dem 19. September 2024 ist beim Streaminganbieter Netflix die Verfilmung des Falles unter dem Titel Monster: Die Geschichte von Lyle und Erik Menendez abrufbar. Im selben Jahr wurde für FOX Nation die zweiteilige Dokumentation Das Motiv der Menendez-Mörder, im Originaltitel Menendez Brothers: Murder By Media, mit Tonaufnahmen von Lyle im Gefängnis produziert.